# ユルシュール・ウォン
ユルシュール・ウォン（黄宇詩、Ursule Wong、1976年4月2日 - ）は、香港のテレビ番組司会者、女優。ワンドル・プロダクション所属。2009年1月現在TVBの番組「都市閒情」の司会者を務めている。

## 人物・経歴
- 香港では有名な作詞家の黃霑と、歌手の華娃の元に生まれる。
- 13歳からカナダに留学し、ブリティッシュコロンビア大学を卒業。
- 2000年に香港に帰国後、TVBアーティストに加入、番組「全線大捜査」の司会を担当。
- 2007年、焦媛実験劇団の舞台劇「窺心事」に出演。初めて下着だけつけて舞台に立った。